# کاستلو دی بریانزا
کاستلو دی بریانزا (به ایتالیایی: Castello di Brianza) یک کومونه در ایتالیا است که در استان لکو واقع شده‌است. کاستلو دی بریانزا ۳٫۶ کیلومتر مربع مساحت و ۲٬۵۶۸ نفر جمعیت دارد و ۳۹۴ متر بالاتر از سطح دریا واقع شده‌است.